# Ester Ofarimová
Ester Ofarimová (hebrejsky אסתר עופרים‎, rodným jménem Ester Zajídová, * 13. června 1941, Safed) je izraelská zpěvačka. Pochází z rodiny syrských přistěhovalců. Jejím manželem byl v letech 1961 až 1970 zpěvák Abi Ofarim, jako duo Esther & Abi měli mezinárodní úspěch s hity „Noch einen Tanz“, „Morning of My Life“ a především „Cinderella Rockefella“, která byla v únoru 1968 v čele UK Singles Chart. Pětkrát získali Zlatou desku, byli oceněni na festivalu v Sopotech, v Nizozemsku jim byla udělena cena Edison Award. Jako sólistka reprezentovala Ester Švýcarsko na Eurovision Song Contest 1963 s písní „T'en va pas“ a skončila na druhém místě. Uváděla vlastní pořad Meet Esther Ofarim na stanici BBC One, vystupovala také příležitostně jako herečka ve filmech a v divadle Ha-Bima. Od roku 1987 žije v Hamburku.